# 圣罗曼苏韦尔西尼
圣罗曼苏韦尔西尼（法語：Saint-Romain-Sous-Versigny，法語發音：[sɛ̃ ʁɔmɛ̃ su vɛʁsiɲi]）是法国索恩-卢瓦尔省的一个市镇，属于沙罗勒区。

## 地理
圣罗曼苏韦尔西尼（46°38'52"N, 4°11'11"E）面积17.73 平方千米，位于法国勃艮第-弗朗什-孔泰大區索恩-卢瓦尔省，该省份为法国中部省份，北起顺时针与科多尔省、汝拉省、安省、罗讷省、卢瓦尔省、阿列省和涅夫勒省接壤。
与圣罗曼苏韦尔西尼接壤的市镇（或旧市镇、城区）包括：阿鲁河畔土伦、栋皮埃尔苏桑维涅、阿鲁河畔马尔利。

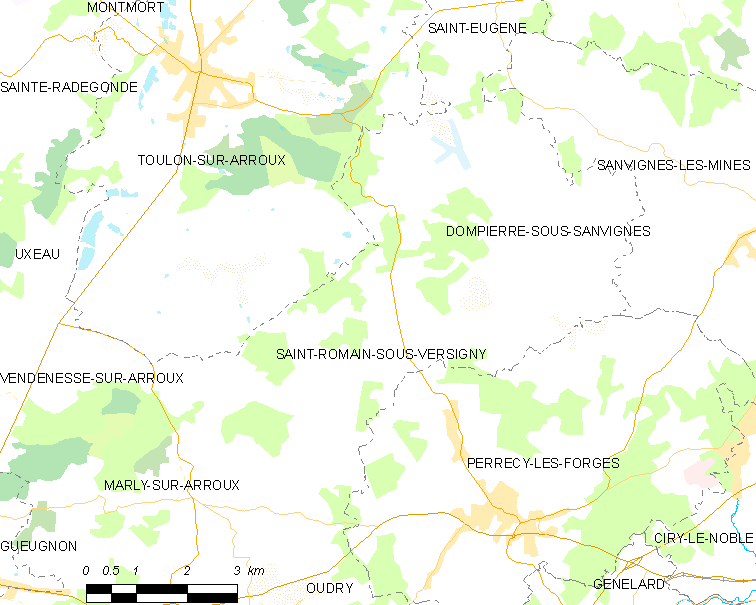
圣罗曼苏韦尔西尼的OSM定位图

圣罗曼苏韦尔西尼的时区为UTC+01:00、UTC+02:00（夏令时）。

## 行政
圣罗曼苏韦尔西尼的邮政编码为71420，INSEE市镇编码为71478。

## 政治
圣罗曼苏韦尔西尼所属的省级选区为格尼翁县。

## 人口

1962-2008年间圣罗曼苏韦尔西尼人口变化图示

圣罗曼苏韦尔西尼于2022年1月1日时的人口数量为78人。